# Tibor Oláh
Tibor Oláh (ur. 24 września 1980) – węgierski zapaśnik walczący w stylu klasycznym. Zajął piąte miejsce na mistrzostwach świata w 2006. Szósty na mistrzostwach Europy w 2003. Siódmy w Pucharze Świata w 2006. Czwarty na MŚ juniorów w 1994 roku.
Mistrz Węgier w 1997, 2004, 2006 i 2007 roku.